# Ярослав Бургр
Ярослав Бургр (чеськ. Jaroslav Burgr, нар. 7 березня 1906, Вельке-Приточно, Австро-Угорщина — пом. 15 вересня 1986, Чехословаччина) — чехословацький футболіст, захисник. Срібний призер чемпіонату світу 1934 року.

## Клубна кар'єра
Народився 7 березня 1906 року в селі Вельке-Приточно, яке розташоване поблизу міста Кладно. Його батько загинув у роки першої світової війни. У чотирнадцять років пішов працювати, учнем до м'ясника. Вихованець футбольної школи клубу «Крочеглави» з однойменного передмістя Кладно. Дорослу футбольну кар'єру розпочав 1922 року в основній команді того ж клубу. У 1926 році мав запрошення від «Вікторії» (Жижков), «Славії» і «Спарти». але лише остання відразу запропонувала йому контракт, 2000 крон щомісяця.
У першому ж сезоні здобуває титул чемпіона Чехословаччини. Восени 1927 року «Спарта» виграє перший розіграш кубка Мітропи. Почергово були переможені «Адміра», «Хунгарія» і «Рапід» (у фіналі). В 1929 році його обирають капітаном команди і на цій посаді він буде тринадцять років. Наступного року «Спарта» вдруге грає у фіналі кубка Мітропи, але цього разу сильнішим виявився суперник — віденський «Рапід». У тому ж 1930 році до клубу приходить Йозеф Чтиршокий, багаторічний партнер Ярослава Бургра в лінії захисту «Спарти» і збірної Чехословаччини.
У ті роки в національній лізі домінувала «Славія». І тому, за двадцять років перебування у «Спарті», Ярослав Бургр виграв лише п'ять титулів чемпіона Чехословаччини, два — чемпіона Богемії і Моравії (під час другої світової війни) і п'ять внутрішніх кубків. Двічі поспіль його клуб грає у фіналах кубка Мітропи. 1935 року, завдяки забитим м'ячам Раймона Брена, здобута перемога над угорським «Ференцварошем», а в наступному турнірі все вирішив єдиний гол гравця віденської «Аустрії». У кубку Мітропи виступав до 1939 року і є рекордсменом турніру за кількістю проведених матчів — 50, із них сорок один — поспіль. Серед капітанів команд-учасниць кубка Мітропи більше ігор лише в угорця Дьйордя Шароші (33 і 38 відповідно).
У «Спарті» виступав під час війни і виграв перший повоєнний чемпіонат Чехословаччини. Цей сезон у клубові був для нього останнім. Всього за «Спарту» провів 625 ігор, із них у чемпіонаті — 244 матчі (1 гол). Завершив виступи на футбольному полі у команді СК «Мост», за яку виступав з 1946 по 1948 рік.

## Виступи за збірну
За національну збірну дебютував 3 березня 1929 року. У Болоньї чехословацькі футболісти поступилися збірній італії (2:4). На чемпіонаті світу 1934 провів лише один матч, півфінальний, зі збірною Німеччини. На початку поєдинку отримав тяжку травму, але відіграв його до кінця. У Франції, на наступному чемпіонаті світу, провів всі три матчі. За відсутносі Планічки виконував обов'язки капітана національної команди. Всього за збірну Чехословаччини провів 55 матчів і два поєдинки за збірну Богемії і Моравії (1939 рік). Більшу кількість ігор у довоєнній Чехословаччині провели лише Франтішек Планічка (73) і Антонін Пуч (60).

## Досягнення
- Віце-чемпіон світу (1): 1934
- Володар кубка Мітропи (2): 1927, 1935
- Фіналіст кубка Мітропи (2): 1930, 1936
- Чемпіон Чехословаччини (5): 1927, 1932, 1936, 1938, 1946
- Чемпіон Богемії і Моравії (2): 1939, 1944
- Володар кубка Богемії (3): 1931, 1934, 1936
- Володар кубка Чехії (3): 1943, 1944

## Статистика
| Команда           | Рік    | Матчі | Голи |
| ----------------- | ------ | ----- | ---- |
| Чехословаччина    | 1929   | 6     | 0    |
| Чехословаччина    | 1930   | 5     | 0    |
| Чехословаччина    | 1931   | 6     | 0    |
| Чехословаччина    | 1932   | 7     | 0    |
| Чехословаччина    | 1933   | 7     | 0    |
| Чехословаччина    | 1934   | 1     | 0    |
| Чехословаччина    | 1935   | 3     | 0    |
| Чехословаччина    | 1936   | 5     | 0    |
| Чехословаччина    | 1937   | 8     | 0    |
| Чехословаччина    | 1938   | 7     | 0    |
| Богемія і Моравія | 1939   | 2     | 0    |
| Всього            | Всього | 57    | 0    |